# Garde bourgeoise d'Anvers
La garde bourgeoise d'Anvers ou garde civique d'Anvers est créée le 28 août 1830 par le bourgmestre d'Anvers, Willem Andreas de Caters, à la suite des émeutes d’août 1830 à Bruxelles et de leur propagation à l'ensemble des provinces du sud du Royaume uni des Pays-Bas dans le contexte de la révolution belge.

## Rôle
Comme les autres gardes bourgeoises créées dès le début de la révolution belge dans bon nombre de localités, elle a pour but de maintenir l'ordre public et de protéger les intérêts des bourgeois au vu des manifestations et des émeutes populaires liées à l'insurrection de 1830 dans les Pays-Bas méridionaux. La ville souffre en effet d'une baisse considérable de son activité marchande en raison de l'incertitude grandissante liée aux émeutes et au contexte économique, ce qui créé des tensions sociales et du chômage, particulièrement parmi les dockers du port d'Anvers et les classes sociales inférieures qui se joignent progressivement aux idées de la révolution.
La garde bourgeoise intervient en parallèle des forces de l'ordre de l'époque, composées essentiellement de la schutterij, de la maréchaussée royale, de la garde communale ou encore des sapeurs-pompiers armés. Elle demeure initialement sous l’autorité du gouverneur de la Province d'Anvers, Alexandre François Ghislain van der Fosse ainsi que du général David Chassé, commandant le 4e grand commandement des forces armées du Royaume uni des Pays-Bas depuis la citadelle d'Anvers.

## Affrontements d'août

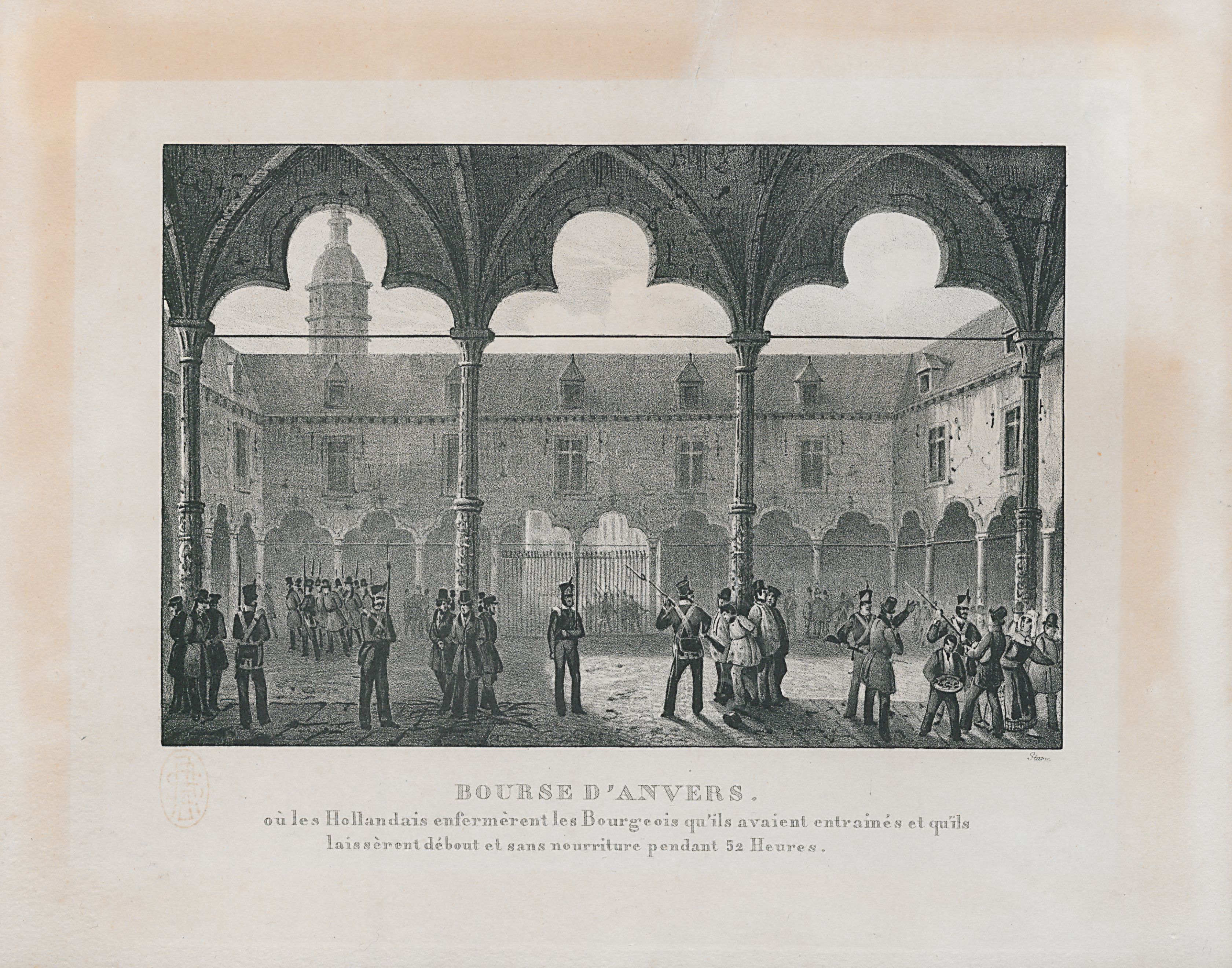
Les bourgeois enfermés dans la bourse d'Anvers.

La garde bourgeoise établit ses quartiers dans la bourse d'Anvers dès sa formation, mais le bâtiment est rapidement assiégé par les masses populaires anversoises qui avaient commencé à se réunir sur la Meir. Le soir-même, vers 20 h 30, la garde sort du bâtiment et tente de repousser la foule. Elle ouvre le feu, faisant plusieurs morts et blessés graves parmi les assiégeants. Cette effluve du premier sang « belge » versé aura pour conséquence de maintenir la ville dans un climat relativement calme, en comparaison avec l'agitation liée à l'insurrection de 1830 dans les Pays-Bas méridionaux.

## Combats d'octobre

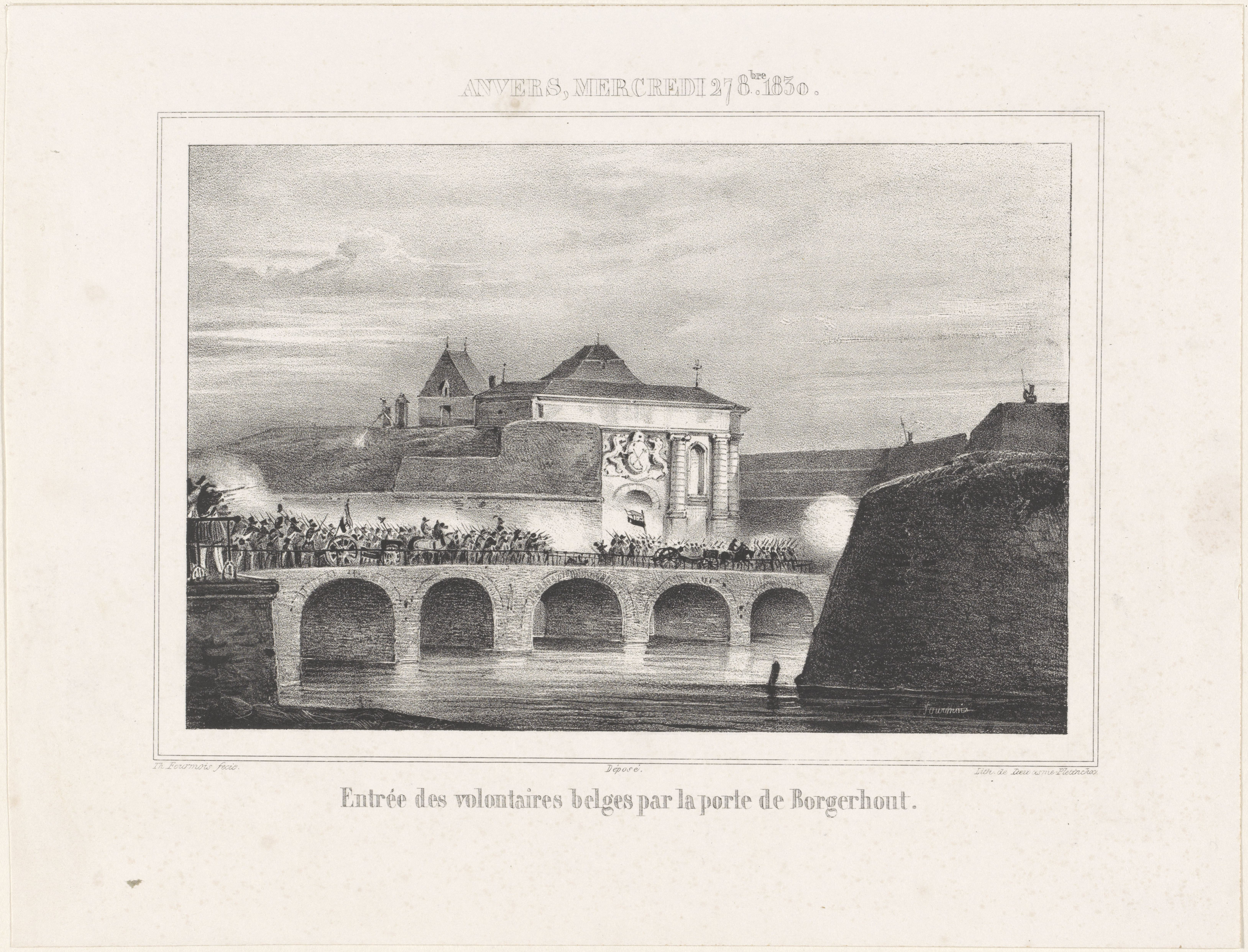
Les volontaires de la révolution belge de 1830 entrant dans l'enceinte d'Anvers le 27 octobre 1830.

Après la victoire surprise des volontaires de la révolution belge de 1830 lors des Quatre Jours de Bruxelles, le 27 septembre 1830, ceux-ci poursuivent l'armée néerlandaise vers la frontière entre la Belgique et les Pays-Bas alors que la Belgique proclame son indépendance du Royaume uni des Pays-Bas le 4 octobre 1830. La campagne d'Anvers voit fondre les troupes des généraux Anne-François Mellinet et Charles Niellon vers la ville, après avoir remporté plusieurs victoires lors de la bataille de Lierre le 18 octobre, de la bataille de Walem le 20 ou de la bataille de Berchem le 24. En parallèle, l'insurrection s'organise à l'intérieur de la ville, menée par Frans-Lodewijk Van den Herreweghe qui profite du départ du Prince d'Orange, réfugié dans la ville jusqu'au 25 octobre, pour prendre le contrôle de l'hôtel de ville d'Anvers et de plusieurs dépôts militaires en formant un corps franc de volontaires anversois.
Les troupes de volontaires extérieures entrent dans l'enceinte d'Anvers le 27 octobre 1830 et ne respectent pas le cessez-le-feu obtenu le matin-même, déclenchant le bombardement de la ville par le général David Chassé depuis la citadelle d'Anvers et la flottille de la marine royale néerlandaise stationnée sur l'Escaut. Il fait 85 morts.